# 釜ヶ崎解放会館

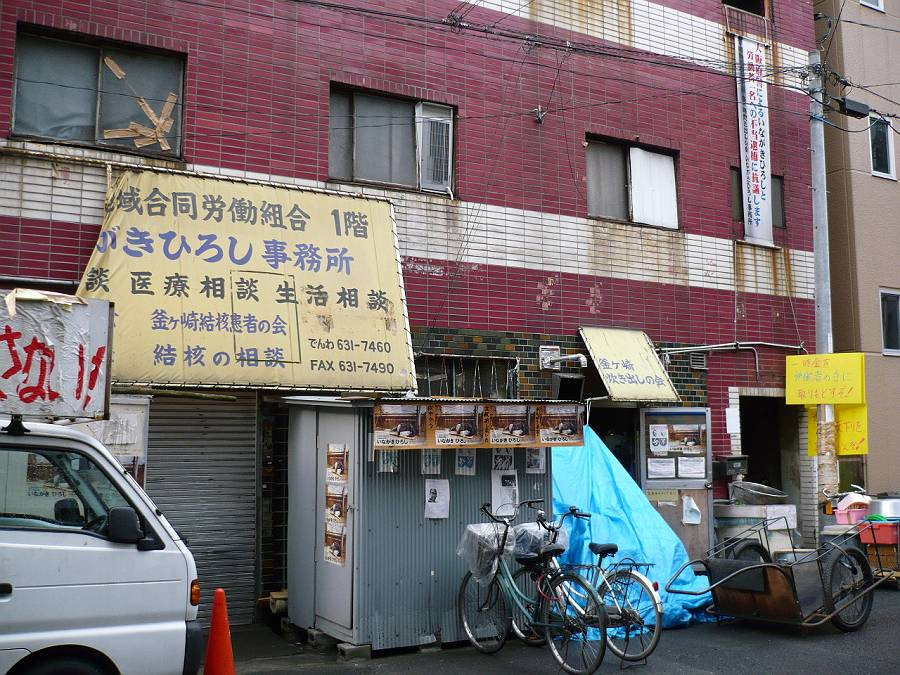
釜ヶ崎解放会館の入り口付近

釜ヶ崎解放会館（かまがさきかいほうかいかん）は、大阪市西成区萩之茶屋にある、5階建ての建築物。

## 概要
釜ヶ崎の日雇労働者の炊き出しや医療支援などの活動の拠点として、募金などの資金により建てられた。1978年竣工。
釜ヶ崎地域合同労働組合、釜ヶ崎炊き出しの会、いながきひろし事務所がある。
「釜ヶ崎炊き出しの会」の活動は1975年12月10日より現在に至り、毎日炊き出し活動を行っているが、活動拠点たる釜ヶ崎解放会館にて米などの材料貯蔵および調理がなされる。
簡易旅館や飯場を転々とする労働者の住民登録の住所として、釜ヶ崎解放会館の住所を利用することが、大阪市西成区役所に黙認され、一時期は4000人以上に達した。しかし、2006年12月6日の釜ヶ崎解放会館住民登録者の逮捕をきっかけに、大阪市は、釜ヶ崎解放会館への実態のない住民登録を認めないとして2007年3月29日に住民登録の強制削除を行った。

## 所在地・アクセス
- 大阪市西成区萩之茶屋2丁目5番23号
  - 南海高野線 萩ノ茶屋駅より徒歩約6分

## 脚註
1. 1 2  釜ヶ崎炊き出しの会
2. ↑  ひこばえ通信 2007年6月号（第251号）

座標: 北緯34度38分47.6秒 東経135度30分4.5秒 / 北緯34.646556度 東経135.501250度